# Dickie Dale
Pour les articles homonymes, voir Dale.
Richard H. Dale (25 avril 1927-30 avril 1961), connu sous le nom de Dickie Dale, est un pilote de moto de Grand Prix né à Wyberton, Lincolnshire, en Angleterre. Sa mort sur le circuit du Nürburgring est évoquée dans le roman d'André Pieyre de Mandiargues La Motocyclette

## Biographie
En 1945, Dickie Dale est enrôlé dans la RAF et sert comme mécanicien de bord. Il achete alors  sa première moto, une AJS Silver Streak de 1939, alors qu'il est en poste à la RAF Cranwell.
Il  participe à la première saison de courses de motos du Grand Prix de 1949. Dale est vainqueur du North West 200 de 1951. Ses meilleures saisons sont 1955 et 1956 lorsqu'il a termine à la deuxième place du championnat du monde 350cc, les deux fois derrière son coéquipier Moto Guzzi Bill Lomas. Dale a également concouru dans la catégorie 500 cm3 à bord de la célèbre moto V8 Grand Prix de Moto Guzzi. Il meurt lors de son transport hélicoptère, après s'être écrasé lors de la course Eifelrennen de 1961 au Nürburgring en Allemagne de l'Ouest.